# Alliance libre européenne
Ne doit pas être confondu avec Alliance européenne pour la liberté.
Pour les articles homonymes, voir ALE et EFA.
L’Alliance libre européenne ou ALE (en anglais : European Free Alliance ou EFA) est un parti politique européen progressiste et européiste auquel adhérent 46 partis politiques régionalistes, autonomistes et nationalistes en Europe. Elle défend le droit à l'autodétermination des peuples et des minorités, les droits de l'homme, civiques et politiques, ainsi que la diversité culturelle et linguistique.
Depuis 1999 elle forme un groupe avec le Parti vert européen au sein du Parlement européen: le groupe Verts/ALE.
Après les élections de mai 2019, l'ALE compte 10 députés européens (dont 4 membres individuels), qui siègent dans trois groupes différents, en fin de mandature, à la suite du Brexit, ils ne sont plus que huit, dans deux groupes différents.

## Histoire
L'ALE, créée en 1981, est une « Association de coopération réunissant des partis politiques qui se distinguent des schémas de pensées politiques traditionnels dans la mesure où ils mettent au premier plan un régionalisme intégral »[réf. nécessaire]. En 1994, elle devient officiellement une fédération de partis. Elle s’est constituée en parti politique européen, le vendredi 26 mars 2004 au Pavillon allemand de Barcelone, avec la signature d’une déclaration constitutive, signée par 25 partis membres et par 5 partis observateurs. En présence des médias, ont signé l’accord les représentants suivants :
- Camilo Nogueira Román (es) (BNG)
- Bizén Fuster (es) (CHA)
- Josep-Lluís Carod-Rovira (ERC)
- Begoña Errazti (es) (EA)
- Cees van der Meulen (FNP)
- Fabrizio Comencini (LVR)
- Patrice Abeille (Ligue savoisienne)
- Antonina Poltavec (LLLP)
- Davyth Hicks (MK)
- Christian Montagnon (MRS)
- Dieter Thielen-Krütgen (PDB, devenu ProDG)
- Gustave Alirol (POC)
- Lorenzo Palermo (PSd'Az)
- Jill Evans (Plaid Cymru)
- Pavlos Voskopoulos (Vinozhito)
- Neil MacCormick (SNP)
- Jerzy Gorzelik (RAŚ)
- Drago Stoka (SSk)
- Els Van Weert (Spirit)
- Yves Jardin (UDB)
- Martin Hell (UPA, devenue Unser Land)
- Eva Klotz (it) (UfS)
- Jaume Roure (UC)
- François Alfonsi (Femu a Corsica)

Pour les partis observateurs :
- József Mihajlovics (MFP)
- Jirí Novotný (MoDS, devenu Moravané)
- Eduard Riudavets (PSM-EN)
- ? (Transilvanian Party)
- ? (Parti nationaliste basque)

L’assemblée de l’ALE avait élu l’alors député européenne, Nelly Maes (Spirit - Flandre), au poste de présidente de l’ALE. Les vice-présidents étaient : Franco Piretta (Partito Sardo d'Azione – Sardaigne), Begoña Lasagabaster (Eusko Alkartasuna – Pays basque), Jill Evans (Plaid Cymru – Galles), Gustave Alirol (Parti occitan – Occitanie), Roelof Falkena (Parti national frison) et Bartolomiej Swiderek (Mouvement pour l'autonomie de la Silésie).

## Idéologie

### Classification
L’ALE se situe généralement à la gauche du spectre politique,. Le parti met l'accent sur la protection des droits de l'homme, le développement durable et la justice sociale.
Les membres de l'ALE sont, aussi, généralement classés à gauche, bien qu'il existe quelques exceptions notables comme la Nieuw-Vlaamse Alliantie, le Parti bavarois, le Parti du Schleswig et le Futur d'Åland, le Slovenska Skupnost, la Liga veneta Repubblica et Süd-Tiroler Freiheit.

## Organisation

### Structure interne
Le Bureau, qui prend les décisions quotidiennes, est composé en 2019 de 13 membres :
- Présidente : Lorena López de Lacalle (Eusko Alkartasuna)
- Secrétaire général : Jordi Solé (Esquerra Republicana de Catalunya)
- Trésorière et vice-présidente : Anke Spoorendonk (Fédération des électeurs du Schleswig du Sud)
- Vice-présidente : Marta Bainka (Mouvement pour l'autonomie de la Silésie)
- Vice-président : Olrik Bouma (Parti national frison)
- Vice-président : Anders Eriksson (Alands Framtid)
- Vice-présidente : Jill Evans (Plaid Cymru)
- Vice-président : Fernando Fuente (Més-Compromís)
- Vice-président : Victor Gallou (Union démocratique bretonne)
- Vice-président : David Grosclaude (partit occitan)
- Vice-président : Wouter Patho (NVA)
- Vice-présidente : Nelida Pogačić (Lista za Rijeku)
- Vice-présidente : Anne Tomasi (Parti de la nation corse)

### Identité visuelle
L'Alliance libre européenne a présenté son nouveau logo le 13 novembre 2013. Selon le secrétaire général Jordi Sole, « la lettre E inversée est le symbole [des] ambitions [du parti] pour provoquer une autre Europe, une Europe différente ».

Ancien logo de l'ALE.
Nouveau logo depuis 2013.

## Financement
En tant que parti politique européen, l'ALE a droit à un financement public européen, qu'elle a reçu sans interruption depuis 2004.
Le graphique ci-dessous montre l'évolution du financement public européen reçu par l'ALE.
Montant (€)Financement public européen des partis politiques européens0200 000400 000600 000800 0001 000 0001 200 0001 400 0002004200720102013201620192022Somme maximum allouée au financement publicMontant de financement public effectivement reçu
Conformément au règlement sur les partis politiques européens et les fondations politiques européennes, l'ALE collecte également des fonds privés pour cofinancer ses activités. En 2025, les partis européens doivent ainsi trouver au moins 10% de leurs dépenses remboursables auprès de sources privées, le reste pouvant être couvert par le financement public européen.
Le graphique ci-dessous montre l'évolution des contributions et des dons reçus par l'ALE.
Montant (€)Contributions reçues par les partis politiques européens30 00040 00050 00060 00070 00080 00090 000100 000110 00020042008201220162020ALE
Montant (€)Financement public européen des partis politiques européens0200040006000800010 00020042008201220162020ALE

## Membres

### Partis membres actuels
| État               | Région                | Parti                                              | Idéologie                                                        | Adhésion (obs./membre) | Élus           | Élus      |
| État               | Région                | Parti                                              | Idéologie                                                        | Adhésion (obs./membre) | Européens      | Nationaux |
| ------------------ | --------------------- | -------------------------------------------------- | ---------------------------------------------------------------- | ---------------------- | -------------- | --------- |
| Allemagne          | Bavière               | Parti bavarois (BP)                                | Indépendantisme bavarois Centre droit                            | 2007/2008              | -              | -         |
| Allemagne          | Schleswig             | Fédération des électeurs du Schleswig du Sud (SSW) | Minorités danoise et frisonne Centre gauche                      | 2009/2010              | -              | 1 / 735   |
| Allemagne          | Lusace                | Lausitzer Allianz                                  | Minorité sorabe/wende Gauche                                     | 2009                   | -              | -         |
| Autriche           | Carinthie             | Enotna lista (EL)                                  | Minorité slovène Centre                                          | 2005/2006              | -              | -         |
| Belgique           | Flandre               | Nieuw-Vlaamse Alliantie (NVA)                      | Indépendantisme flamand Centre-droit à droite                    | 2010                   | 3 / 21         | 25 / 150  |
| Bulgarie           | Macédoine du Pirin    | OMO "Ilinden" - Pirin (OMO)                        | Minorité macédonienne                                            | 2006/2007              | -              | -         |
| Croatie            | Rijeka                | Lista per Fiume                                    | Régionalisme Minorité italienne                                  | 2009/2010              | -              | -         |
| Danemark           | Schleswig             | Parti du Schleswig (SP)                            | Minorité allemande                                               | 2011                   | -              | -         |
| Espagne            | Galice                | Bloc nationaliste galicien (BNG)                   | Nationalisme galicien Gauche                                     | 1994/2000              | -              | 1 / 350   |
| Espagne            | Catalogne             | Gauche républicaine de Catalogne (ERC)             | Indépendantisme catalan Gauche                                   | 1989                   | 2 / 54         | 14 / 350  |
| Espagne            | Îles Baléares         | PSM - Entente nationaliste (PSM-EN)                | Indépendantisme catalan, régionalisme baléare Gauche, écologiste | 2000/2008              | -              | -         |
| Espagne            | Pays valencien        | Més-Compromís                                      | Valencianisme Gauche                                             | 2013                   | -              | 1 / 350   |
| Espagne            | Pays basque           | Eusko Alkartasuna (EA)                             | Nationalisme basque Gauche                                       | 1986                   | -              | 6 / 350   |
| Espagne            | Îles Canaries         | Nouvelles Canaries (NC)                            | Régionalisme canarien Centre gauche                              | 2013                   | -              | -         |
| Finlande           | Åland                 | Futur d'Åland (ÅF)                                 | Indépendantisme Centre droit                                     | 2005/2006              | -              | -         |
| France             | Alsace                | Unser Land                                         | Autonomisme alsacien Centre                                      | 1991                   | -              | -         |
| France             | Bretagne              | Union démocratique bretonne (UDB)                  | Autonomisme breton Gauche, écologiste                            | 1984/1987              | 1 / 79         | -         |
| France             | Corse                 | Femu a Corsica                                     | Nationalisme corse                                               | 2018                   | 1 / 79         | 2 / 577   |
| France             | Corse                 | Parti de la nation corse (PNC)                     | Nationalisme corse                                               | 2002                   | -              | 1 / 577   |
| France             | Occitanie             | Partit occitan (POC)                               | Occitanisme Gauche                                               | 1982                   | -              | -         |
| France             | Pays catalans         | Unitat Catalana (UC)                               | Autonomisme nord-catalan Gauche                                  | 1991                   | -              | 0 / 577   |
| France             | Savoie                | Mouvement Région Savoie (MRS)                      | Nationalisme savoyard Centre                                     | 1991                   | -              | -         |
| Grèce              | Macédoine-Occidentale | Vinozhito                                          | Minorité macédonienne Extrême gauche                             | 1999/2000              | -              | -         |
| Italie             | Frioul                | Slovenska Skupnost (SSk)                           | Minorité slovène Centre                                          | 1991                   | -              | -         |
| Italie             | Tyrol                 | Süd-Tiroler Freiheit (STF)                         | Nationalisme sud-tyrolien Droite                                 | 2009                   | -              | -         |
| Italie             | Vallée d'Aoste        | Autonomie Liberté Participation Écologie (ALPE)    | Autonomisme valdôtain Centre gauche                              | 2007                   | -              | -         |
| Italie             | Vénétie               | Ligue vénète République (LVR)                      | Nationalisme vénitien Droite                                     | 1999/2000              | -              | -         |
| Pays-Bas           | Frise                 | Parti national frison (FNP)                        | Autonomisme frison Gauche                                        | 1981                   | -              | -         |
| Pologne            | Silésie               | Mouvement pour l'autonomie de la Silésie (RAŚ)     | Autonomisme haut-silésien Centre                                 | 2003                   | -              | -         |
| République tchèque | Moravie               | Moravské zemské hnutí (cs)                         | Indépendantisme morave                                           | 2006                   | -              | -         |
| Royaume-Uni        | Cornouailles          | Mebyon Kernow (Fils des Cornouailles, MK)          | Autonomie des Cornouailles Centre gauche                         | 2003                   | Plus dans l'UE | -         |
| Royaume-Uni        | Écosse                | Parti national écossais (SNP)                      | Indépendantisme écossais Centre gauche                           | 1989                   | Plus dans l'UE | 48 / 650  |
| Royaume-Uni        | Pays de Galles        | Plaid Cymru (PC)                                   | Nationalisme gallois Gauche, écologiste                          | 1983                   | Plus dans l'UE | 4 / 650   |
| Royaume-Uni        | Yorkshire             | Yorkshire First (en)                               | Autonomisme yorkshirien Centre                                   |                        | Plus dans l'UE | -         |
| Serbie             | Voïvodine             | Ligue des sociaux-démocrates de Voïvodine (LSV)    | Autonomie de la Voïvodine Social-démocratie                      | 1990                   |                | 5 / 250   |
| Slovaquie          | Slovaquie             | Parti régional slovaque (MKDSZ)                    | Minorité hongroise Droite                                        | 2008/2009              | -              | -         |

### Partis observateurs
| État     | Région             | Parti                                         | Idéologie                 | Adhésion (obs./membre) | Élus      | Élus      |
| État     | Région             | Parti                                         | Idéologie                 | Adhésion (obs./membre) | Européens | Nationaux |
| -------- | ------------------ | --------------------------------------------- | ------------------------- | ---------------------- | --------- | --------- |
| Grèce    | Thrace occidentale | Parti de l'égalité, de la paix et de l'amitié | Minorité turque Centre    |                        | -         | -         |
| Italie   | Sicile             | L'Autre Sud                                   | Nationalisme sicilien     |                        | -         | -         |
| Roumanie | Transylvanie       | Parti populaire hongrois de Transylvanie      | Minorité hongroise Droite |                        | -         | -         |

### Anciens partis membres
| État      | Région                              | Parti                                    | Idéologie                                               | Adhésion (obs./membre)  | Commentaire                                                                                  |
| --------- | ----------------------------------- | ---------------------------------------- | ------------------------------------------------------- | ----------------------- | -------------------------------------------------------------------------------------------- |
| Allemagne | Frise orientale                     | Die Friesen                              | Régionalisme frison Centre                              | 2008/2009               |                                                                                              |
| Belgique  | Flandre                             | Spirit puis Sociaal-Liberale Partij      | Confédéralisme belge Centre gauche                      | 2001                    | Fusion en décembre 2009 avec Groen                                                           |
| Belgique  | Communauté germanophone de Belgique | ProDG                                    | Minorité germanophone                                   | 2009/2011               |                                                                                              |
| Lettonie  |                                     | Union russe de Lettonie                  | Minorité russe Euroscepticisme Alignement sur la Russie | 2010/2022               | Exclus à la suite de l'invasion de l'Ukraine par la Russie.                                  |
| Lituanie  |                                     | Parti populaire des Polonais de Lituanie | Minorité polonaise                                      | 2003/2004               | Disparition en 2010.                                                                         |
| Espagne   | Andalousie                          | Parti andalou (PA)                       | Nationalisme andalou Centre gauche                      | 1999                    | Disparition en 2015.                                                                         |
| Espagne   | Aragon                              | Union aragonaisiste (CHA)                | Autonomisme aragonais Gauche                            | 2003/2004               |                                                                                              |
| Espagne   | Pays basque                         | Aralar                                   | Nationalisme basque Gauche                              | 2012                    |                                                                                              |
| France    | Savoie                              | Ligue savoisienne                        | Nationalisme savoyard Extrême droite                    | 1999/2000               | Exclusion en 2005 à la suite des déclarations islamophobes de son fondateur.                 |
| Italie    | Tyrol                               | Union für Südtirol                       | Nationalisme sud-tyrolien Droite                        | ?                       | Exclusion en 2008 à la suite de son refus de ratifier une déclaration contre l'islamophobie. |
| Italie    | Sardaigne                           | Parti sarde d'action (PSd'Az)            | Nationalisme sarde Centre gauche                        | 1984 (suspendu en 2018) |                                                                                              |

### Membres individuels
L'ALE comprend également un certain nombre de membres individuels, bien que, comme la plupart des autres partis européens, il n'ait pas cherché à développer une adhésion individuelle de masse.
Le graphique ci-dessous montre l'évolution des membres individuels de l'ALE depuis 2019.
Membres individuelsMembres individuels des partis politiques européens0246810201920202021202220232024ALE

## Représentation au sein des institutions européennes
| Organisation        | Institution                                        | Nombre de sièges |
| ------------------- | -------------------------------------------------- | ---------------- |
| Union européenne    | Parlement européen                                 | 8 / 720          |
| Union européenne    | Commission européenne                              | 0 / 27           |
| Union européenne    | Conseil européen (chefs d'État ou de gouvernement) | 1 / 27           |
| Union européenne    | Conseil de l'UE (ministres)                        |                  |
| Union européenne    | Comité européen des régions                        | 17 / 329         |
| Conseil de l'Europe | Assemblée parlementaire                            |                  |